# Phymorhynchus coseli
Phymorhynchus coseli là một loài ốc biển, là động vật thân mềm chân bụng sống ở biển trong họ Conidae.

## Phân bố
Loài này xuất hiện ở lỗ phun mê tan vùng nước sâu của sông Congo.